# Relações entre Coreia do Norte e Japão
As relações entre Coreia do Norte e Japão são as relações diplomáticas entre a República Popular Democrática da Coreia e o Estado do Japão. Estas relações não são formalmente estabelecidas, mas já houve negociações diplomáticas entre os dois governos para discutir algumas questões, como os cidadãos japoneses sequestrados e o programa nuclear da Coreia do Norte. Ambos os países, desde a divisão da Península Coreana, possuem relações severamente estremecidas e marcadas por grandes tensões e hostilidades.

## História
Após a Guerra Russo-Japonesa, em 1905, o Japão assumiu, de fato, o total controle sobre a Coreia, formalmente anexando a Península em 1910. Como parte de um esforço para construir um império economicamente autossuficiente, o Japão investiu na industrialização da Coreia, estabelecendo a maior parte da indústria pesada na metade norte da Península. A Coreia forneceu ao Japão equipamentos industriais, como aço, ferramentas, máquinas e produtos químicos, bem como alimentos. No entanto, os benefícios dessa crescente produtividade econômica não atingiram a maioria da população coreana.
O Japão implementou políticas severas e restritivas para com o povo coreano ao longo do período colonial, com as políticas de assimilação forçada atingindo um pico, enquanto o Japão expandiu o seu império durante os anos 1930 e 1940. À medida em que os japoneses travavam uma guerra em toda a Ásia e no Pacífico, o Império do Japão e o Exército Imperial Japonês começaram a recrutar coreanos, muitas vezes coercitivamente, para trabalhar em empregos deixados por conscritos japoneses, bem como também forçaram as mulheres coreanas a servir os soldados em instalações militares, o que ficou caracterizado como crime de guerra. Tóquio também procurou forçar os coreanos a assimilarem a cultura japonesa, atribuindo a eles nomes japoneses, promovendo o uso exclusivo da língua japonesa e proibindo o ensino da língua e da história da Coreia.
As circunstâncias em torno do domínio colonial japonês provocaram várias formas de resistência coreana, incluindo uma grande série de protestos de independência que começaram em 1 de março de 1919. Grupos de resistência de esquerda foram formados na década de 1930 entre as comunidades étnicas da Coreia na Manchúria. Um desses grupos de guerrilha foi liderado por Kim Il-sung, que foi forçado ao exílio na União Soviética, em 1941, após uma série de campanhas japonesas de contra-insurgência.
Imediatamente após a derrota do Japão na Segunda Guerra Mundial, os Estados Unidos e a União Soviética dividiram a península coreana no paralelo 38, levando três anos depois ao estabelecimento da República Democrática da Coreia, liderada por Kim Il-Sung no norte, e a República da Coreia, liderada por Syngman Rhee, no sul. A guerra entre as duas Coreias estourou em 25 de junho de 1950, quando o Exército Popular da Coreia do Norte invadiu o sul. Os Estados Unidos, que levaram a ocupação aliada do Japão de 1945 a 1952, usaram o Japão como uma base logística importante para a sua intervenção na Guerra da Coreia; um contingente de marinheiros japoneses também realizou operações de remoção de minas nas águas ao redor da costa norte-coreana.